# Chersophilus
Chersophilus is een monotypisch geslacht van zangvogels uit de familie Alaudidae (leeuweriken).

## Soorten
Het geslacht kent de volgende soort:
- Chersophilus duponti – Duponts leeuwerik